# Tini Bot

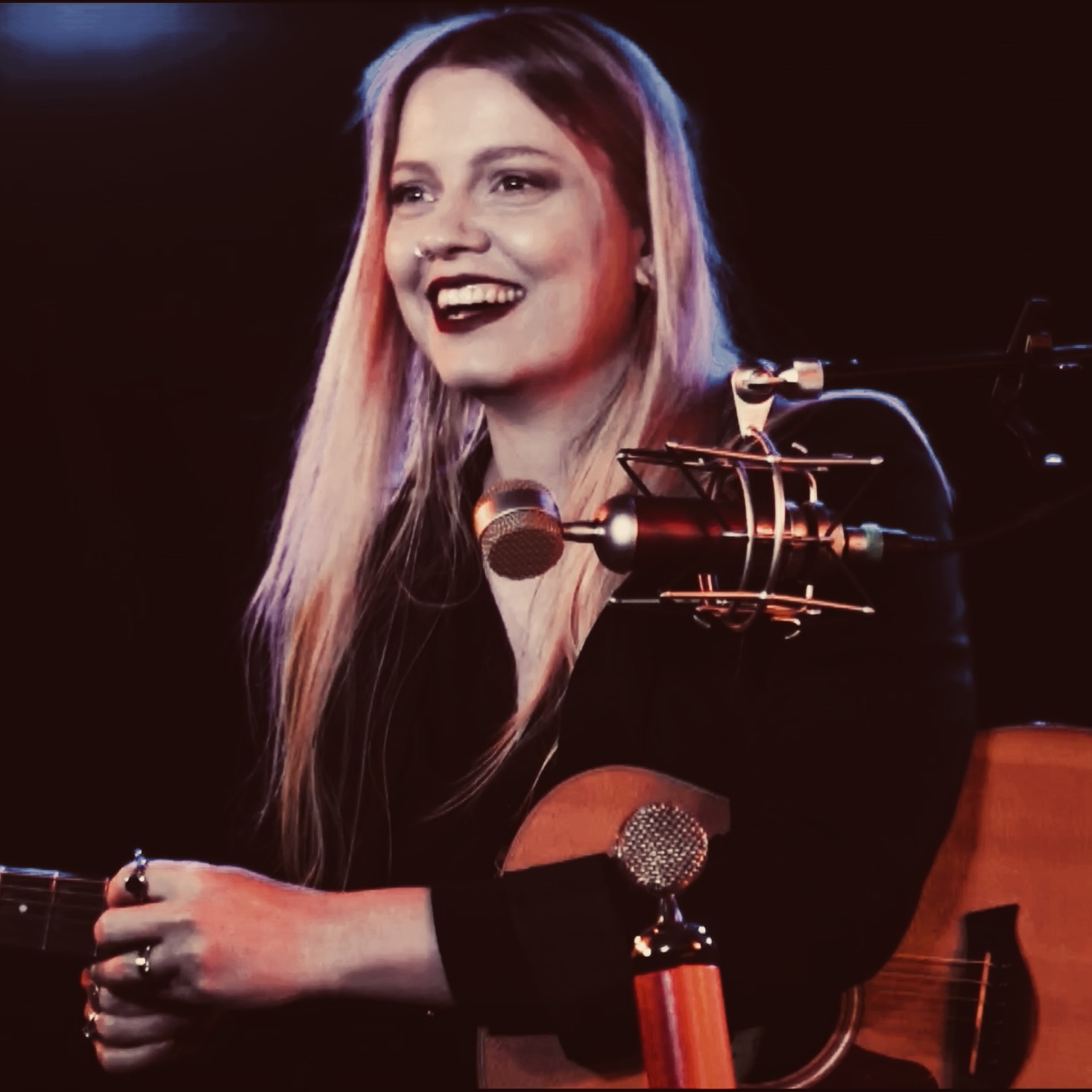
Tini Bot 2021

Tini Bot (* 16. September 1986 in Stralsund) ist eine deutsche Liedermacherin und Sängerin.

## Karriere
Am 21. August 2021 veröffentlicht Tini Bot mit ihrer Band die erste Single "Schotten Dicht", welche den burkinischen Musiker Ezé Wendtoin featured. Das Video wird aufgrund der Corona-Maßnahmen als Split Screen veröffentlicht.
2021 und 2024 spielt Tini Bot im Trio in der Justizvollzugsanstalt Zeithain.
2021 startet Tini Bot das Kollaborationsprojekt Zetkin mit Schlagzeuger Olli Kunze. Am 1. November 2021 veröffentlichen sie die Single Shift & Start.
Am 26. August 2021 erscheint ein Remix des Songs "Du Bist Gar Nicht So Übel" auf dem Sampler "Cantos a la Madre" des kanadischen Labels Cosmovision Records.
Am 18. Juni 2022 veröffentlicht Tini Bot ihre dritte Single "Susi", welche das Thema Sucht behandelt. Das Video für "Susi" wurde unter dem Arbeitstitel "mp3+4 :: 4 Werke" von der österreichischen Künstlerin Omani Frei (Zeichnungen und Animation) und der deutschen Künstlerin Nina Behnisch (3D-Animation) veröffentlicht.
Am 4. November 2022 erscheint die vierte Singe "Straßenblues", welche in Kollaboration mit dem Hamburger Verein StraßenBlues entsteht, der sich um Menschen ohne Obdach unter den Leitlinien des Konzepts Housing First kümmert.
2024 erscheint eine Live-Session unter dem Namen Asphaltblumenblues. Die Session wurde mit Band live im Café v-cake in Dresden aufgenommen und beinhaltet die Singles "Die Liebe", "Kreise" und "Zucker & Peitsche".

## Privates
Tini Bot ist in Stralsund geboren und aufgewachsen.

## Diskografie
EPs
- 2024: Asphaltblumenblues – Live-Session (Erstveröffentlichung 9. September 2024)

Singles
- 2021: Schotten Dicht (Erstveröffentlichung 1. August 2021)
- 2021: Stay Around (Erstveröffentlichung 9. September 2021)
- 2022: Susi (Erstveröffentlichung 18. Juni 2022)
- 2022: Straßenblues (Erstveröffentlichung 4. November 2022)